# Biatlo nos Jogos Olímpicos de Inverno de 2022 - Largada coletiva masculina
A largada coletiva masculina 15 km do biatlo nos Jogos Olímpicos de Inverno de 2022 foi disputada no Hualindong Ski Resort, em Yanqing, Pequim, em 18 de fevereiro.

## Medalhistas
| Ouro   | NOR Johannes Thingnes Bø       |
| Prata  | SWE Martin Ponsiluoma          |
| Bronze | NOR Vetle Sjåstad Christiansen |

## Resultados
| Pos. | Bib | Atleta                     | País                | Tempo   | Penalidades (P+P+S+S) | Diferença |
| ---- | --- | -------------------------- | ------------------- | ------- | --------------------- | --------- |
| 01 ! | 2   | Johannes Thingnes Bø       | NOR Noruega         | 38:14.4 | 4 (1+0+1+2)           | –         |
| 02 ! | 18  | Martin Ponsiluoma          | SWE Suécia          | 38:54.7 | 2 (1+0+0+1)           | +40.3     |
| 03 ! | 8   | Vetle Sjåstad Christiansen | NOR Noruega         | 39:26.9 | 3 (2+0+1+0)           | +1:12.5   |
| 4    | 1   | Quentin Fillon Maillet     | FRA França          | 39:40.0 | 5 (1+1+0+3)           | +1:25.6   |
| 5    | 23  | Dominik Windisch           | ITA Itália          | 39:52.8 | 3 (0+2+1+0)           | +1:38.4   |
| 6    | 9   | Sturla Holm Lægreid        | NOR Noruega         | 40:00.5 | 5 (1+2+1+1)           | +1:46.1   |
| 7    | 26  | Simon Eder                 | AUT Áustria         | 40:10.8 | 2 (2+0+0+0)           | +1:56.4   |
| 8    | 12  | Benedikt Doll              | GER Alemanha        | 40:45.8 | 6 (0+0+2+4)           | +2:31.4   |
| 9    | 14  | Tero Seppälä               | FIN Finlândia       | 40:47.1 | 5 (1+0+2+2)           | +2:32.7   |
| 10   | 15  | Johannes Kühn              | GER Alemanha        | 40:52.7 | 5 (1+0+2+2)           | +2:38.3   |
| 11   | 7   | Sebastian Samuelsson       | SWE Suécia          | 41:01.0 | 4 (0+0+1+3)           | +2:46.6   |
| 12   | 4   | Tarjei Bø                  | NOR Noruega         | 41:01.8 | 4 (0+1+2+1)           | +2:47.4   |
| 13   | 25  | Christian Gow              | CAN Canadá          | 41:02.5 | 3 (0+0+0+3)           | +2:48.1   |
| 14   | 17  | Roman Rees                 | GER Alemanha        | 41:05.2 | 3 (0+0+1+2)           | +2:50.8   |
| 15   | 10  | Alexander Loginov          | ROC                 | 41:06.2 | 7 (2+0+2+3)           | +2:51.8   |
| 16   | 11  | Simon Desthieux            | FRA França          | 41:11.4 | 5 (1+2+1+1)           | +2:57.0   |
| 17   | 3   | Anton Smolski              | BLR Bielorrússia    | 41:22.3 | 4 (1+1+0+2)           | +3:07.9   |
| 18   | 29  | Jules Burnotte             | CAN Canadá          | 41:35.0 | 5 (2+1+1+1)           | +3:20.6   |
| 19   | 5   | Eduard Latypov             | ROC                 | 41:35.4 | 7 (1+3+1+2)           | +3:21.0   |
| 20   | 16  | Maxim Tsvetkov             | ROC                 | 41:37.7 | 6 (1+1+2+2)           | +3:23.3   |
| 21   | 28  | Michal Krčmář              | CZE República Checa | 41:54.9 | 5 (0+1+1+3)           | +3:40.5   |
| 22   | 6   | Émilien Jacquelin          | FRA França          | 42:08.7 | 5 (2+1+0+2)           | +3:54.3   |
| 23   | 27  | Philipp Nawrath            | GER Alemanha        | 42:10.1 | 7 (0+0+3+4)           | +3:55.7   |
| 24   | 20  | Dmytro Pidruchnyi          | UKR Ucrânia         | 42:16.2 | 7 (0+3+2+2)           | +4:01.8   |
| 25   | 21  | Scott Gow                  | CAN Canadá          | 42:17.6 | 7 (0+4+2+1)           | +4:03.2   |
| 26   | 13  | Fabien Claude              | FRA França          | 42:49.8 | 5 (1+2+1+1)           | +4:35.4   |
| 27   | 19  | Lukas Hofer                | ITA Itália          | 42:58.8 | 6 (1+1+2+2)           | +4:44.4   |
| 28   | 24  | Artem Pryma                | UKR Ucrânia         | 43:12.6 | 7 (2+1+3+1)           | +4:58.2   |
| 29   | 22  | Felix Leitner              | AUT Áustria         | 43:37.9 | 7 (2+1+2+2)           | +5:23.5   |
| 30   | 30  | Cheng Fangming             | CHN China           | 44:26.8 | 4 (4+0+0+0)           | +6:12.4   |

Legenda
| Recorde mundial      | Recorde mundial (World record)               |                       | Recorde africano                      | Recorde africano (African) |                                           | Q | Classificado por posição (Qualified) |
| Recorde olímpico     | Recorde olímpico (Olympic record)            | Recorde da América    | Recorde da América (Americas)         | q                          | Classificado por melhor tempo (Qualified) |   |                                      |
| Melhor marca do ano  | Melhor marca do ano (World leading)          | Recorde asiático      | Recorde asiático (Asian)              | DNS                        | Não largou (Did not start)                |   |                                      |
| Recorde nacional     | Recorde nacional (National record)           | Recorde europeu       | Recorde europeu (European)            | DNF                        | Não terminou (Did not finish)             |   |                                      |
| Recorde pessoal      | Recorde pessoal do atleta (Personal best)    | Recorde da Oceania    | Recorde da Oceania (Oceania)          | DSQ / DQ                   | Desclassificado (Disqualified)            |   |                                      |
| Recorde da temporada | Recorde da temporada do atleta (Season best) | Recorde sul-americano | Recorde sul-americano (South America) | NM                         | Sem marca (No mark)                       |   |                                      |